# 和田寿郎
和田 寿郎（わだ じゅろう、1922年3月11日 - 2011年2月14日）は、日本の心臓血管外科医。札幌医科大学名誉教授。ワダ弁（人工心弁）の開発や、後に「和田心臓移植事件」として様々な疑惑が浮上する日本初の心臓移植手術を執刀したことで有名な医師。

## 人物
北海道札幌市生まれ。医学の道を志し、旧制札幌第一中学校から北海道帝国大学予科を経て、同大学医学部を1944年（昭和19年）に首席で卒業した。

## 心臓外科医としての歩み
1950年（昭和25年）に北大医学部講師を辞め、アメリカへ4年に亘る留学をする。ミネソタ州立大学、オハイオ州立大学胸部外科、ハーバード大学などで研鑽を積む。ミネソタでは、世界初の心臓移植を執刀した南アフリカのクリスチャン・バーナードと知己を得、さらに犬を使った動物実験で画期的な成功を収め、その後も世界の心臓移植を牽引し続けたノーマン・シャムウェイともここで知り合った。アメリカ留学の間に合理主義を培った。
1954年（昭和29年）に帰国。和田の母校である北大医学部は彼の復帰を受け入れなかった。それ以来、旧帝国大学系医学部に敵愾心を抱くようになったとも言われている。初代学長大野精七の招きで新設されたばかりの札幌医科大学助教授に就任。
1958年（昭和33年）に同医大に胸部外科が創設されると、36歳の若さで初代胸部外科教授となった。当時画期的だった人工弁「ワダ弁」を自身の考案によって開発し、弁置換術において日本一の実績を誇り、後にバーナードによる世界初の心臓移植手術にも用いられている。論文の数と術例の豊富さで、歴史と伝統を誇る北大医学部第二外科に対抗した。その後も人工心肺の心内直視下手術（開心術）における使用時間の向上とともに、心臓外科における未知の領域を開拓し、1968年（昭和43年）には大血管完全転移症に対する根治手術のひとつであるマスタード手術に日本で初めて成功している。
同年、日本初の心臓移植手術を執刀し、大きくその名を世間に知られるが、心臓移植の際にドナーとレシピエントをともに殺したのではないかという強い疑いをかけられる、いわゆる和田心臓移植事件で注目を浴び、殺人罪で刑事告発され不起訴処分となる。
1977年（昭和52年）には木本誠二（東大）とともに戦後の日本の心臓血管外科をリードし続けた榊原仟（東京女子医大）の招きで、彼の後任として東京女子医大附属日本心臓血圧研究所教授に転任。東京女子医科大学を定年退職後、和田寿郎記念心臓肺研究所を開設した。

## 主な経歴
- 1944年、北海道大学医学部卒業（首席）、北海道大学医学部第二外科入局、同大特別研究生。
- 1947年、北海道大学医学部第二外科講座講師
- 1949年　北海道大学　医学博士　論文の題は「低温の生体に及ぼす影響に就ての実驗的研究 : 薬剤による凍冱の治療及び予防 」[2]。
- 1950年、ガリオア留学生としてアメリカ合衆国へ留学。
- 1954年、札幌医科大学外科学講座助教授
- 1958年、札幌医科大学第二外科（胸部外科）教授
- 1968年、札幌医科大学で心臓移植手術を行う（和田心臓移植事件）が、同件で刑事告発される。
- 1970年、和田心臓移植事件が不起訴処分となる。
- 1977年、東京女子医科大学日本心臓血圧研究所外科学教授
- 1987年、定年退職後、和田寿郎記念心臓肺研究所を開設し同所長。
- 1988年、国際心臓胸部外科学会会頭
- 2011年2月14日、肺炎のため東京都豊島区の自宅で死去。88歳没[1]。

## 親族
父は、国際法をアメリカで学んだ、元北大教授の和田禎純。和田寿郎の弟の和田淳も、ブリティッシュコロンビア大学の医学者で、ワダテスト（Wada test、大脳の言語優位半球の判定法。てんかん等の脳外科手術で用いられる）の開発者として著名。

## 著書
- 『ゆるぎなき生命の塔を』（青河書房）
- 『「脳死」と「心臓移植」』（かんき出版）
- 『神から与えられたメス』（メディカルトリビューン）